# Saga de Hávarðar Ísfirðings
La Saga de Hávarðar Ísfirðings (nórdico antiguo: Hávarðar saga Ísfirðings; español: Saga de Hávarðr de Ísafjörðr) es una de las sagas de los islandeses. Cuenta la historia de Hávarðr, un guerrero vikingo en su juventud que fue herido en Escocia y que desde entonces cojea. Tiene problemas vecinales con 
Þorbjörn Þjóðreksson (Þorbjǫrn) quien, al inicio de la saga, asesina a Ólafur Hávarðsson (Óláfr), el hijo de Hávarður. En su búsqueda de venganza se suceden varias escenas, una de ellas en una isla. Al final Þorbjǫrn y su hermano Ljótr mueren a manos de Hávarðr.
En su forma actual, la saga fue escrita probablemente en el siglo XIV.